# Acarodynerus triangulum
Acarodynerus triangulum är en stekelart som först beskrevs av Henri Saussure 1856.  Acarodynerus triangulum ingår i släktet Acarodynerus och familjen Eumenidae. Inga underarter finns listade i Catalogue of Life.